# 桉状槭
桉状槭（学名：Acer eucalyptoides）为槭树科槭属下的一个种。

## 扩展阅读
- 維基物種上的相關：桉状槭